# Seznam prejemnikov Čopovega priznanja
1998:
- Jurkovič Ana
- Lamut Ana
- Petkovšek Jana
- Petrovič Simon
- Valantič Anamarija

1999:
- Cmok Tatjana
- Kerbler Ljudmila
- Kocjančič Mihaela
- Škrinjar Marjana

2000:
- Blagšič Majda, Mariborska knjižnica, Maribor
- Kodrič Metka, Knjižnica Rogaška Slatina
- Kocina Vasiljka, Goriška knjižnica Franceta Bevka
- Hrastnik Slavica, Osrednja knjižnica Celje
- Florjančič Vita, Osrednja knjižnica Kranj
- Rebolj Matjaž, FF, Osrednja humanistična knjižnica, Ljubljana

2001:
- Benčina Marjana, FF, Osrednja humanistična knjižnica, Ljubljana
- Haberl Sonja, Univerzitetna knjižnica Maribor
- Kokol Tatjana, Srednja tekstilna šola, Maribor
- Šavel Karel, Pokrajinska in študijska knjižnica, Murska Sobota

2002:
- Stipič Anton, Mariborska knjižnica, Maribor
- Vičič Marinka, Univerzitetna knjižnica Maribor
- Žitko Nevenka, KOŽ, Delavska knjižnica, Ljubljana

2003:
- Primožič Majda, Mariborska knjižnica, Maribor
- Kajzovar Vladimir, Knjižnica Ivana Potrča, Ptuj
- Klemenčič Tjaša, OŠ Frana Erjavca, Nova Gorica
- Buttolo Albin, Knjižnica Šiška, Ljubljana

2005:
- Neda Isakovič, Knjižnica Bežigrad, Ljubljana
- Špela Marin, Knjižnica Velenje
- Metka Sraka, Pokrajinska in študijska knjižnica, Murska Sobota
- Vesna Radovanovič, Pokrajinska in študijska knjižnica, Murska Sobota
- Branka Gojak Vilhar, Osrednja knjižnica Srečka Vilharja, Koper
- Miran Treplak, Goriška knjižnica Franceta Bevka, Nova Gorica

2007:
- Mojca Andoljšek, Knjižnica Mirana Jarca, Novo Mesto
- Mihaela Andromako Rihar, Knjižnica Prežihov Voranc, Ljubljana
- Dragica Goljat, Mariborska knjižnica, Maribor
- Nataša Kandus, Inštitut za novejšo zgodovino, Ljubljana

2009:
- mag. Marjeta Oven, Centralna pravosodna knjižnica Ljubljana
- Maja Razboršek, Kosovelova knjižnica Sežana
- Joži Ahačič, Knjižnica dr. Toneta Pretnarja Tržič
- Avguština (Gusta) Grobin, Knjižnica Šmarje pri Jelšah
- Anka Sollner Perdih, Osrednja humanistična knjižnica Filozofske fakultete, knjižnica Oddelka za slovenistiko in Oddelka za slavistiko

2010:
/
2011:
- Magda Bezlaj, Kosovelova knjižnica Sežana
- Tereza Poličnik Čermelj, Narodna in univerzitetna knjižnica
- Marija Maršič

2012:
- Mojca Gomboc, Mariborska knjižnica
- Janja Turk, Osrednja humanistična knjižnica Filozofske fakultete Univerze v Ljubljani
- Vojko Konrad Zadravec, Mestna knjižnica Ljubljana

2013:
/
2014:
- Mirko Nidorfer, knjižnica Kadetnice slovenske vojske, Ministrstvo za obrambo
- Hedvika Pavlica Kolman, Osrednja humanistična knjižnica Filozofske fakultete v Ljubljani
- Jolanda Železnik, Medobčinska splošna knjižnica Žalec

2015:
- Dragana Lujić, Mariborska knjižnica
- Milena Pinter, Mestna knjižnica Ljubljana
- Mira Petrovič, Knjižnice Ivana Potrča Ptuj

2016:
- Urška Bajda, OŠ Tončke Čeč Trbovlje, JZ OŠ Marjana Nemca Radeče
- Barbara Bračič Fabjančič, Mestna knjižnica Ljubljana
- Roža Kek, Mestna knjižnica Grosuplje

2017:
- Tomaž Bešter, Narodna in univerzitetna knjižnica
- Marjan Gujtman, Ministrstvo za kulturo RS
- Marijan Špoljar, Mestna knjižnica Ljubljana

2018:
- Matjaž Neudauer, Knjižnica Ivana Potrča Ptuj
- Gregor Škrlj, Osnovna šola Prule, Ljubljana

2019:
/
2020:
- Matjaž Eržen[1], Knjižnica Ivana Tavčarja Škofja Loka
- Veronika Rijavec Pobežin, Mestna knjižnica Ljubljana

2021:
- Marjetica Škrlec, Mestna knjižnica Ljubljana
- Ksenija Trs, Mariborska knjižnica

2022:
- Miro Tržan, Mestna knjižnica Ljubljana